# Reginald James

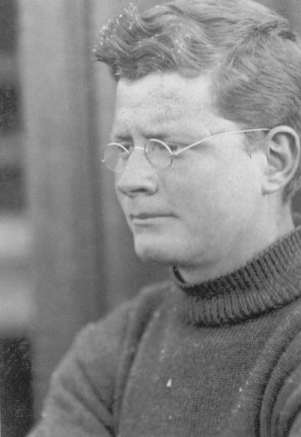
Reginald James

Reginald James (Londen, 9 januari 1891 - Kaapstad, 7 juli 1964) was een Brits fysicus en poolonderzoeker.

## Biografie
James studeerde fysica aan het St John's College. In 1914 nam hij deel aan de Endurance-expeditie van Ernest Shackleton als fysicus. De expeditie strandde op Elephanteiland, waar ze vier maanden later gered werden. 
Op het einde van de Eerste Wereldoorlog was hij gepromoveerd tot kapitein. Hij vocht voor de Royal Engineers aan het Westfront. Vanaf 1919 ging hij aan de Universiteit van Manchester doceren. In 1937 verhuisde hij naar Zuid-Afrika en ging er les geven aan de Universiteit van Kaapstad. Een van zijn leerlingen was Aaron Klug. 
Hij werd onder meer onderscheiden in de Polar Medal. Hij overleed in 1964 op 73-jarige leeftijd.